# Bianca Russell
Bianca Russell (Auckland, 4 de julio de 1978) es una exjugadora neozelandesa de hockey sobre césped.

## Trayectoria
Russell debutó con la selección neozelandesa en el año 2008. Tuvo su primera participación olímpica en Juegos Olímpicos de Londres 2012. En el torneo llegó hasta las semifinales, pero perdió ante Países Bajos por penales. En el partido por la medalla de bronce perdió contra Reino Unido.